# Acide pyroglutamique
L’acide pyroglutamique, également appelé 5-oxoproline et acide pidolique, est un acide aminé non standard présent dans certaines protéines par cyclisation d'un résidu d'acide glutamique donnant un lactame.

## Caractéristiques
Sa molécule est organisée autour d'un noyau pyrrolidine.
Il est soluble dans l'eau et dans le tert-butanol et très peu soluble dans la plupart des autres solvants organiques.

## Présence
On le trouve notamment dans la bactériorhodopsine, et plus généralement chez les plantes.
Les résidus de glutamine N-terminaux peuvent également se cycliser spontanément en pyroglutamate.

## Synthèse
De l'acide pyroglutamique peut être obtenu en chauffant simplement une solution à parts égales d'acide glutamique et d'eau à 135–140 °C.
L'acide domoïque a pu être synthétisé in vitro à partir d'acide pyroglutamique.
Les différents groupes fonctionnels de l'acide pyroglutamique permettent d'accéder à des structures complexes de type polycylique ou même à des alcaloïdes. 

 Comme synthon, il est d'autant plus intéressant qu'il possède un centre stéréogène qui permet de réaliser éventuellement des synthèses asymétriques.